# Mineštra
Mineštra (italijansko minestrone) je gosta, zelo močna zelenjavna juha iz Italije. Spada bolj med enolončnice kot med juhe.
Klasična, severnoitalijanska varianta vsebuje zelenjavo (beluše, korenje, por, grah in krompir). Vedno je prisoten ohrovt (ali cvetača) in stročji fižol.
Svoj močan okus ima zaradi dodane pancete (na zraku sušene slanine), česna, čebule in dodanega parmezana. Nikdar se ne kuha v mesni juhi.
Za večjo hranilno vrednost se v odvisnosti od pokrajin dodajo še:
- Lombardija – riž
- Ligurnija in Toscana – rezanci
- pogosto se dodajo pražene rezine belega kruha

V Genovi se pripravlja brez slanine, dodajo pa se jajčevci, gobe in pesto.
Obstaja še vrsta receptov, odvisnih ne samo od pokrajine, ampak tudi vasi in celo hiše. To je predvsem bogata juha iz zelenjave, praviloma dodamo nekaj prekajenega mesa ali slanine in vanjo zakuhamo riž, testenine,... Zelo primerna je za hitro pripravo in praznjenje hladilnika.